# دوموس ویستا
دوموس ویستا (Domus Vista) آسمان‌خراشی در کپنهاگ است که با ارتفاع ۱۰۲ متر بلندترین سازه مسکونی در دانمارک و دومین ساختمان بلند مسکونی اسکاندیناوی محسوب می‌شود. بلندترین، برج پیچنده در مالمو است که در سال ۲۰۰۵ تکمیل شد.

## تاریخچه
این ساختمان توسط معماری به نام اوله هین (به دانمارکی: Ole Hagen) طراحی و در سال ۱۹۶۹ تکمیل شد. این ساختمان ۳۰ طبقه و ۴۷۰ آپارتمان دارد. طبقات پایینی ساختمان در آغاز هتل بودند. در اوایل دهه هفتاد میلادی هتل بسته شد. طبقه همکف آن اکنون مرکز خرید و کتابخانه است.